# St. Paul's Bay
Saint Paul's Bay (tiếng Malta: San Pawl il-Baħar, tiếng Ý: Baia di San Paolo) là một thị trấn trong Khu vực phía bắc của Malta, mười sáu km (9,9 dặm) về phía tây bắc của thành phố Valletta. Vịnh Saint Paul là thị trấn lớn nhất ở khu vực phía Bắc và là trụ sở của Ủy ban khu vực phía Bắc cùng với là thị trấn đông dân nhất tại Malta.
Tên của St. Paul đề cập đến con tàu đắm của Thánh Paul như được ghi lại trong Acts of the Apostles trên St. Quần đảo Paul's gần Vịnh St Paul, trong chuyến đi từ Caesarea đến Rome.
Burmarrad, Wardija, Qawra, Buġibba, Xemxija, và San Martin, cũng có một phần của Bidnija và Mistra, là một phần của Hội đồng địa phương Vịnh St. Paul. Diện tích của địa phương là14,47 km2 (6 dặm vuông Anh)
Dân số năm 2018 là 23.112. Hướng về phía bắc là Vịnh Mistra, mũi đất của nó và Đảo St Paul. Đi về phía tây và băng qua hòn đảo về phía Nejna Bay và Golden Bay là danh lam thắng cảnh Wardija Ridge.
Di tích khảo cổ đã được tìm thấy trong các giới hạn của Vịnh St. Paul, trở lại khoảng 4000 năm trước Công nguyên và Xemxija. Ngoài ra, giỏ hàng Ruts đã được tìm thấy trên Wardija Ridge tại Busewdien,

## Khí hậu
| Dữ liệu khí hậu của St. Paul's Bay                                      | Dữ liệu khí hậu của St. Paul's Bay | Dữ liệu khí hậu của St. Paul's Bay | Dữ liệu khí hậu của St. Paul's Bay | Dữ liệu khí hậu của St. Paul's Bay | Dữ liệu khí hậu của St. Paul's Bay | Dữ liệu khí hậu của St. Paul's Bay | Dữ liệu khí hậu của St. Paul's Bay | Dữ liệu khí hậu của St. Paul's Bay | Dữ liệu khí hậu của St. Paul's Bay | Dữ liệu khí hậu của St. Paul's Bay | Dữ liệu khí hậu của St. Paul's Bay | Dữ liệu khí hậu của St. Paul's Bay | Dữ liệu khí hậu của St. Paul's Bay |
| Tháng                                                                   | 1                                  | 2                                  | 3                                  | 4                                  | 5                                  | 6                                  | 7                                  | 8                                  | 9                                  | 10                                 | 11                                 | 12                                 | Năm                                |
| ----------------------------------------------------------------------- | ---------------------------------- | ---------------------------------- | ---------------------------------- | ---------------------------------- | ---------------------------------- | ---------------------------------- | ---------------------------------- | ---------------------------------- | ---------------------------------- | ---------------------------------- | ---------------------------------- | ---------------------------------- | ---------------------------------- |
| Trung bình ngày °C (°F)                                                 | 16.1 (61.0)                        | 15.3 (59.5)                        | 15.4 (59.7)                        | 16.3 (61.3)                        | 18.7 (65.7)                        | 22.6 (72.7)                        | 25.3 (77.5)                        | 25.9 (78.6)                        | 25.4 (77.7)                        | 23.5 (74.3)                        | 21.2 (70.2)                        | 18.2 (64.8)                        | 20.3 (68.6)                        |
| Lượng Giáng thủy trung bình mm (inches)                                 | 80 (3.1)                           | 55 (2.2)                           | 37 (1.5)                           | 20 (0.8)                           | 7 (0.3)                            | 3 (0.1)                            | 0 (0)                              | 6 (0.2)                            | 36 (1.4)                           | 86 (3.4)                           | 70 (2.8)                           | 99 (3.9)                           | 499 (19.7)                         |
| Số ngày mưa trung bình                                                  | 13                                 | 10                                 | 9                                  | 6                                  | 3                                  | 1                                  | 0                                  | 1                                  | 4                                  | 10                                 | 10                                 | 13                                 | 80                                 |
| Độ ẩm tương đối trung bình (%)                                          | 79                                 | 79                                 | 79                                 | 76                                 | 73                                 | 70                                 | 70                                 | 75                                 | 76                                 | 79                                 | 79                                 | 79                                 | 76                                 |
| Số giờ nắng trung bình tháng                                            | 155                                | 170                                | 217                                | 240                                | 300                                | 330                                | 372                                | 341                                | 270                                | 217                                | 180                                | 155                                | 2.947                              |
| Chỉ số tia cực tím trung bình                                           | 2                                  | 4                                  | 5                                  | 7                                  | 9                                  | 10                                 | 10                                 | 9                                  | 7                                  | 5                                  | 3                                  | 2                                  | 6                                  |
| Nguồn 1: https://www.weather2travel.com/malta/st-pauls-bay/climate/     |                                    |                                    |                                    |                                    |                                    |                                    |                                    |                                    |                                    |                                    |                                    |                                    |                                    |
| Nguồn 2: https://www.weather-atlas.com/en/malta/saint-pauls-bay-climate |                                    |                                    |                                    |                                    |                                    |                                    |                                    |                                    |                                    |                                    |                                    |                                    |                                    |

## Các khu trong Vịnh St. Paul
| - Bajda Ridge - Buġibba - Burmarrad - Busewdien - Daħlet il-Fekruna - Erba' Mwieżeb - Għajn Astas - Għajn Rasul - Għar Għasfur - Ħotba ta' San Martin - Il-Ballut - Il-Ħamra - Il-Palma - Il-Wileġ - L-Imbordin - Mdawra - Mistra Bay (Qala l-Mistra) - Miżieb | - Port Bur-Marrad - Pwales Beach (Ramla tal-Pwales) - Qawra - Qawra Point (Ras il-Qawra) - Rdum l-Abjad (White Cliffs) - Rdum Rxawn - Rdum Tal-Maħruq - Rxawn Point - Safsafa - San Martin - San Pawl Milqi - Simar - Tal-Arġentier - Tal-Basal - Ta' Ċampra - Tal-Fjuri - Ta' Garrum | - Tal-Għażżelin - Tal-Qadi - Tal-Qarbuni - Ta' Rkuplu - Tal-Veċċja - Tax-Xama' - Ta' Xewka - Wardija - Wardija Heights - Wardija Ridge - Wied Bufula - Wied Qannotta - Wied Sardin - Wied tal-Mistra - Wied tal-Pwales - Xemxija - Xemxija Bay |